# 劉子仁
劉子仁（りゅう しじん、大明元年（457年）- 泰始2年10月1日（466年10月25日））は、南朝宋の皇族。永嘉王。孝武帝劉駿の九男。字は孝和。

## 経歴
劉駿と徐昭容のあいだの子として生まれた。大明5年（461年）4月、監雍梁南北秦四州郢州之竟陵隨二郡諸軍事・北中郎将・寧蛮校尉・雍州刺史に任じられた。8月、永嘉王に封じられた。東中郎将・呉郡太守に転じた。
大明6年（462年）、丹陽尹となった。大明7年（463年）、衛尉を兼ねた。大明8年（464年）閏5月、前廃帝が即位すると、征虜将軍の号を受けた。まもなく左将軍・南兗州刺史に任じられた。景和元年（465年）9月、南徐州刺史に転じた。同年（泰始元年）12月、明帝が即位すると、中軍将軍の号を受け、太常を兼ねた。まもなく護軍将軍となった。
泰始2年（466年）8月、使持節・都督湘広交三州諸軍事・平南将軍・湘州刺史に任じられた。10月乙卯、死を賜った。

## 伝記資料
- 『宋書』巻80 列伝第40
- 『南史』巻14 列伝第4